# Akbük, Didim
Akbük là một thị trấn thuộc huyện Didim, tỉnh Aydın, Thổ Nhĩ Kỳ. Dân số thời điểm năm 2010 là 4.069 người.